# التهاب الشرايين العقدي المتعدد
التهاب الشرايين العقدي المتعدد (يُعرف أيضا باسم «التهاب الشرايين العقدي الكلي» و«التهاب الشرايين العقدي الطرفي») هو عبارة عن التهاب وعائي في الشرايين متوسطة الحجم بحيث تصبح منتفخة وتالفة بسبب هجوم خلايا مناعية مخادعة. يطلق عليه أيضا اسم داء كوسمول أو داء كوسمول ماير. التهاب الشرايين العقدي المتعدد في الأطفال هو أحد أنواع التهاب الشرايين العقدي المتعدد الذي يحدث في عمر الطفولة.

## الأسباب وعوامل الخطورة
التهاب الشرايين العقدي المتعدد هو مرض غير معروف السبب يصيب الشرايين – الأوعية الدموية التي تقوم بنقل الدم من القلب إلى باقي الأعضاء والأنسجة *. هناك نسبة صغرى من المصابين بالمرض (حوالي 30%) مصابون أيضا بعدوى التهاب كبدي فيروسي ب نشطة. تزيد احتمالية حدوث المرض في الرجال أكثر من النساء بنسبة 1:2.

## الحدوث
تصيب هذه الحالة البالغين بشكل أكبر من الأطفال والرجال بشكل أكبر من النساء. تحدث معظم الحالات بين عمر 30 و49 عاما. يقوم المرض بتدمير الأنسجة التي يتم تزويدها بالدم من خلال الشرايين المصابة بسبب أنها لاتتلقى أكسجين وغذاء كافي بدون أمداد دموي مناسب.
يحدث التهاب الشرايين العقدي المتعدد بشكل أكثر شيوعا في الأشخاص المصابين بعدوى التهاب كبدي فيروسي ب 

## الأعراض
في هذا المرض، تنتج الأعراض من التدمير الإقفاري للأعضاء المصابة (الجلد والقلب والكلى والجهاز العصبي غالبا)
قد تؤدي إصابة أوردة القلب إلى حدوث نوبة قلبية وفشل في وظائف القلب والتهاب الكيس المحيط بالقلب (التهاب التامور).
- إعياء
- وهن
- حمى
- مغص
- فقدان الشهية
- فقدان الوزن بشكل غير مقصود
- آلام في العضلات
- آلام في المفاصل.[بحاجة لمصدر]

## التشخيص

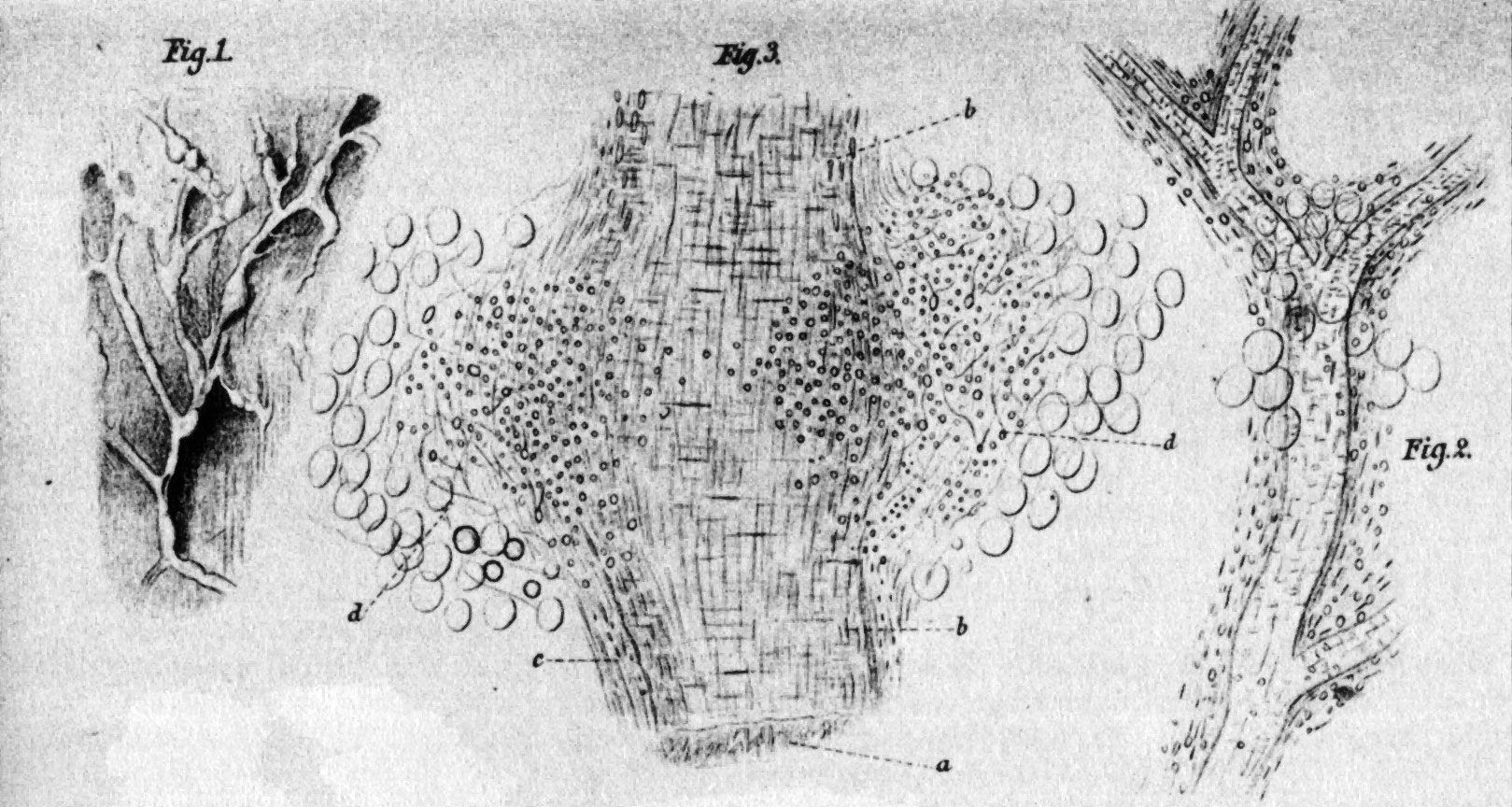
النتائج المجهرية في التهاب الشرايين العقدي المتعدد: شرايين عقدية متغلظة ومتشعبة من الغشاء المخاطي للأمعاء (صورة 1). شريان العضلة المثنية السطحية للأصابع مع تضخم نووي مبكر منتشر (X155 صورة 2). شريان متمدد متغلظ عقدي: (ا) الطبقة الداخلية (ب) الطبقة الوسطى (ج) الطبقة الخارجية (د) النسيج الضام والدهون المتكونة حديثا (صورة 3؛X155)

لايوجد اختبارات مختبرية محددة لتشخيص التهاب الشرايين العقدي المتعدد. يرتكز التشخيص عامة على الفحص الجسدي وبعض الدراسات المختبرية التي تساعد على تأكيد التشخيص:
- عد دم كامل (قد يُظهِر زيادة في عدد خلايا الدم البيضاء)
- سرعة ترسب الدم (زائدة)
- نموذج حول نووي من الأجسام المضادة للخلايا الحبيبية العدلة السيتوبلازمية (p* ANCA) والتي لاتصاحب التهاب الشرايين العقدي المتعدد الكلاسيكي لكنها تتواجد في صورة المرض وتؤثر على الأوعية الدموية الأصغر فيما يعرف باسم التهاب الأوعية الميكروسكوبي المتعدد أو التهاب الشرايين المكسر لخلايا الدم البيضاء.
- خزعة نسيجية (توضح التهاب الشرايين الصغيرة ويطلق عليها اسم التهاب الشرايين)
- ارتفاع مستوى بروتين C التفاعلي.

يُقال على المريض أنه مصاب بالتهاب الشرايين العقدي المتعدد إذا كانت حالته تنطوي على 3 من ال 10 علامات التالية والمعروفة باسم معايير 1990 الكلية الأمريكية للروماتيزم:
- نقص وزن أكثر من أو يعادل 4.5 كج
- التزرق الشبكي (اصطباغ الجلد باللون البنفسجي النقطي على الأطراف أو جذع الجسم).
- ألم مستمر في الخصية أو ألم عند لمس الخصية. (يتم أخذ خزعة للتشخيص من حين لآخر)
- داء في الأعصاب (بشكل فردي أو متعدد)
- ضغط دم انبساطي أعلى من 90 مم زئبق (ارتفاع ضغط الدم)
- زيادة في اختبارات دم الكلية (نيتروجين البولة BUN أعلى من 40 مج/ديسيليتر أو ارتفاع نسبة الكرياتينين لتصبح أعلى من 1.5 مج/ديسيليتر)
- اختبارات فيروس التهاب الكبدي الفيروسي ب موجبة (بالنسبة لمستضد السطح أو الجسم المضاد)
- قسطرة شريانية تبين تمدد الشرايين (أم الدم) أو انقباضها بواسطة التهاب الوعاء الدموي
- خزعة من النسيج توضح التهاب الشرايين (شرايين ملتهبة بشكل قياسي).

يتعين إبراز أنه تم تصميم معايير الكلية الأمريكية للروماتيزم لأغراض تصنيفية فقط. ومع ذلك فإن آداء تلك المعايير الجيد في تمييز حدوث المرض عن عدم حدوثه أوحت بفاعلية استخدامها من أجل أغراض تشخيصية أيضا. لم تؤكد الدراسات المتعاقبة على منفعتها التشخيصية موضحة اعتمادية كبيرة على قدراتها التمييزية في حدوث الالتهابات الوعائية في الأشخاص الذين يتم تحليلهم. ومؤخرا اقترحت دراسة أصيلة تقرن تحليل أكثر من 100 عنصر تم استخدامه لوصف خصائص المرضى في عينة كبيرة من الالتهابات الوعائية مع تقنية محاكاة حاسوبية مصممة لاختبار المنفعة التشخيصية المحتملة للمعايير المتعددة، اقترحت مجموعة من 8 عناصر إيجابية أو سلبية لتمييز التهاب الشرايين العقدي المتعدد باستخدام آداة فحص لتشخيص التهاب الشرايين العقدي المتعدد في المرضى المشتبه في اصابتهم بالتهاب الأوعية الجهازي.

## العلاج ومصير تقدم المرض
يتضمن العلاج استخدام أدوية لتثبيط الجهاز المناعي منها بريدنيزون وسايكلوفوسفاميد. يؤدي العلاج إلى انحسار المرض أو الشفاء منه في 90% من الحالات. إذا تُرك المرض بدون علاج فإنه يؤدي إلى الوفاة في معظم الحالات. تصيب الحالات المصاحبة الأكثر خطورة كلا من الكلى والقناة المعوية المعدية بشكل عام. يتضمن المسار المميت للمرض حدوث نزيف في القناة المعوية المعدية وحدوث عدوى واحتشاء عضلة القلب و/أو فشل كلوي.
في حالة انحسار المرض يعاني حوالي 60% من المرضى من ارتداده خلال 5 سنوات. إلا أن معدل الارتداد في الحالات التي يسببها الالتهاب الكبدي الفيروسي ب يكون حوالي 6% فقط.

## وصلات خارجية
- -1408892916 في مفكرة المُمارِس العام